# Sacrifice (2012)
Sacrifice 2012 est un pay-per-view de catch organisé par la fédération Total Nonstop Action Wrestling. C'est le cinquième événement dans la liste des Pay-per-view de la TNA en 2012. Il s'est déroulé le 13 mai 2012 dans l'Universal Studios Florida, à Orlando dans la Floride. C'est la huitième édition de Sacrifice.
Huit matchs ont eu lieu dont trois matchs pour les Titres et un changement de titre.
Lors de ce PPV, Christopher Daniels et Kazarian ont remporté les Titres Mondiaux par équipe.

## Contexte
Les spectacles de la Total Nonstop Action Wrestling en paiement à la séance sont constitués de matchs aux résultats prédéterminés par les scénaristes de la TNA. Ces rencontres sont justifiées par des storylines - une rivalité avec un catcheur, la plupart du temps - ou par des qualifications survenues dans les émissions de la TNA telles que TNA Xplosion et TNA Impact!. Tous les catcheurs possèdent un gimmick, c'est-à-dire qu'ils incarnent un personnage face (gentil), heel (méchant) ou tweener (neutre, apprécié du public), qui évolue au fil des rencontres. Un pay-per-view comme Sacrifice est donc un événement tournant pour les différentes storylines en cours.

## Résultats

### Résultats détaillés
| Role:        | Nom:                                 |
| ------------ | ------------------------------------ |
| Commentateur | Mike Tenay (Tous les matchs)         |
| Commentateur | Taz (Tous les matchs)                |
| Announceurs  | Christy Hemme (Tout sauf Main Event) |
| Announceurs  | Jeremy Borash (Main Event)           |
| Arbitre      | Jackson James                        |
| Arbitre      | Earl Hebner                          |
| Arbitre      | Brian Hebner                         |

- 1/ Daniels et Kazarian battent Samoa Joe et Magnus Tag team match pour le championnat du monde par équipe de la TNA à la suite d'un tombé de Daniels sur Magnus
- 2/ Gail Kim (c) bat Brooke Tessmacher dans un Match simple pour le Championnat féminin des Knockouts de la TNA
- Backstage : Jeremy Borash est avec les nouveaux Champions du Monde par équipe. Ils disent que la photo qu'ils ont montré d'AJ Styles vaut bien mieux que des mots. Ils disent que les nouveaux Champions vont prouver qu'ils sont dignes de l'être
- 3/ Devon(c) bat Robbie E et Robbie T dans un Triple threat match pour le TNA Television Championship. À la fin du match, Robbie T en voulait à Robbie E mais finit le relevé et partent ensemble
- 4/ Mr. Anderson bat Jeff Hardy dans un Match simple. À noter que l'arbitre a compté trop vite et c'est pour cela que Mr. Anderson a gagné mais finissent par s'enlacer entre eux pour mettre fin à leur rivalité et en signe de respect.
- Backstage : Christy Hemme est en Backstage avec Austin Aries et demande au Champion de la X Division s'il a peur de combattre Bully Ray mais AA répond qu'il n'est pas intimidé par ce genre de personne car ce dernier lui a beaucoup trop manqué de respect et c'est le moment de la vengeance.
- Jeremy Borash est dans le public avec Joseph Parks (le frère du monstre Abyss). Joseph dit être heureux d'être présent à Sacrifice qui est un très beau PPV. Il nous dit qu'il a loupé de peu son frère qui a fait son retour à l'antenne d'Impact Wrestling car il s'est fait attaquer peu avant par Bully Ray. Il dit qu'Abyss ne sera pas content de savoir qu'il est là se soir puis va retourner s’asseoir pour profiter du show et voir comment Austin Aries va botter les fesses de Bully Ray.
- Crimson lance un Open Fight Challenge à n'importe qui car il est invaincu et n'a peur de personne. Il cite le match qu'il a fait ce jeudi face à Morgan car au fond, il l'a battu. Il appelle un arbitre et lui demande de faire le décompte car personne ne vient jusqu'au moment où il arrive à huit où Eric Young et ODB débarquent. En premier, ODB commence à aller le voir pour l'affronter mais EY l’interrompt et dit que les problèmes d'ODB sont les siens et monte sur le ring.
- 5/ Crimson bat Eric Young dans un Match simple. ODB a essayé de venir aider son mari car ce dernier se faisait détruire par Crimson, mais l'invaincu a levé la main sur ODB qui lui a assommé la tête.
- 6/ Austin Aries bat Bully Ray dans un Match simple. Pendant le match, Bully Ray est venu attaquer Joseph Parks mais se fait attaquer par Austin Aries.
- Backstage : AJ Styles est en backstage et parle de son match face à Kurt Angle puis dit qu'il est à fond pour le battre. JB essaye de parler des photos de Dixie Carter & lui mais AJ le coup en disant que ce n'est pas le moment de parler de ça.
- 7/ Kurt Angle bat AJ Styles. Pendant le match, Christopher Daniels et Kazarian sont intervenus et ont attaqué AJ Styles pendant que Kurt était K.O. AJ en se relevant, se prit un Angle Slam de Kurt. À la fin du match quand Kaz & Daniels attaquaient AJ, rendu fou Kurt Angle et aida AJ Styles. Après ça, les deux se sont pris dans les bras.
- 8/ Main Event : Bobby Roode bat Rob Van Dam dans un Ladder Match pour le championnat poids lourds de la TNA[2]

### Tableau des matchs
| # | Match                                           | Stipulation                                                      | Durée |
| - | ----------------------------------------------- | ---------------------------------------------------------------- | ----- |
| 8 | Bobby Roode (c) bat Rob Van Dam                 | Ladder Match pour le championnat poids lourds de la TNA          | 15:38 |
| 7 | Kurt Angle bat A.J. Styles                      | Match simple                                                     | 20:35 |
| 6 | Austin Aries bat Bully Ray                      | Match simple                                                     | 11:47 |
| 5 | Crimson bat Eric Young (avec/ODB)               | Match simple                                                     | 06:08 |
| 4 | Mr. Anderson bat Jeff Hardy                     | Match simple                                                     | 11:36 |
| 3 | Devon(c) bat Robbie E et Robbie T               | Triple threat match pour le TNA Television Championship          | 05:28 |
| 2 | Gail Kim (c) bat Brooke Tessmacher              | Match simple pour le championnat féminin des Knockouts de la TNA | 07:10 |
| 1 | Daniels et Kazarian battent Samoa Joe et Magnus | Tag team match pour le championnat du monde par équipe de la TNA | 10:54 |